# Pteris beecheyana
Pteris beecheyana är en kantbräkenväxtart som beskrevs av Agardh. Pteris beecheyana ingår i släktet Pteris och familjen Pteridaceae. Inga underarter finns listade.